# André Alciat
Andrea Alciato (ou Alciati), connu sous le nom d'André Alciat en français et d'Andreas Alciatus en latin, né à Alzate Brianza le 8 mai 1492 et mort à Pavie le 12 janvier 1550, est un jurisconsulte et écrivain italien de langue latine, émule d'Ulrich Zasius et de Guillaume Budé. Il est l'un des premiers représentants du courant dit de l'humanisme juridique.

## Biographie

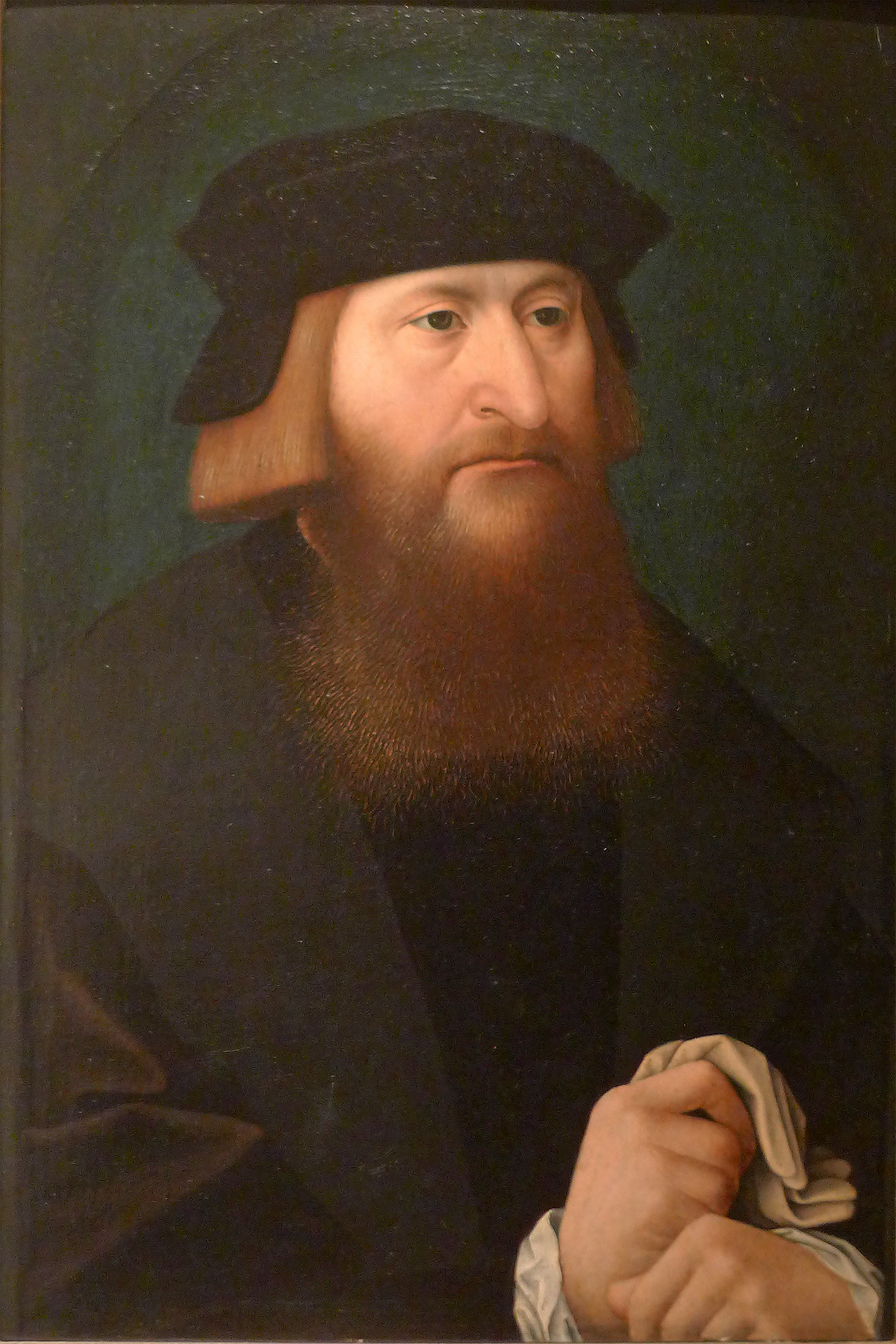
Portrait d'Andrea Alciati par Ambrosius Benson (musée des Beaux-Arts d'Angers).

Né à Milan ou Alzate près de Côme, il enseigne à plusieurs reprises en France : engagé en tant que professeur de droit à Avignon en 1521, il enseigne aussi à deux reprises à Bourges (la première fois en 1529-1533), où il compte Jean Second et Jean Calvin parmi ses élèves, mais aussi à Milan, Pavie, Bologne et Ferrare. Giulio Claro suivit les leçons d'Alciat à Pavie ; François Connan suivit aussi, avec Jean Calvin, les leçons d'Alciat à Bourges, de même que Jacques Amyot. Son talent et ses innovations l'exposent à la jalousie et aux persécutions des autres professeurs.
Alciati fait partie des premiers jurisconsultes qui unissent l'étude de l'histoire à celle des lois, afin d'éclairer l'une par l'autre.
Humaniste en ce qu’il s’attache à un savoir textuel, en mouvement et en renouvellement des autorités, Alciati était un correspondant d'Érasme . Ses Emblemata s’inspirent des Adages d'Érasme pour leur composition en forme de collection et pour leur constante référence  à l’Antiquité. Les deux recueils connurent un vif succès dès leur parution et fournirent aux hommes de la Renaissance des modèles et des clés qu'ils allaient utiliser dans leur vie intellectuelle et sociale.

## Œuvre
Ses ouvrages se composent principalement de cours de droit et traités de jurisprudence ; mais on y trouve aussi des travaux critiques et des ouvrages purement littéraires. Il  écrivait en latin, la langue savante de son temps. Son œuvre la plus connue est : Emblèmes (Emblemata), recueil d'allégories en vers latins sur des sujets moraux, qui eut beaucoup de succès en Europe (plus de cent rééditions entre la France, l'Allemagne, les Pays-Bas et l'Italie avant 1620). Plus tard, certains écrivains, y compris Claude Villette, y ont ajouté une signification religieuse, où celle d'Alciato n'était que morale dans un sens humaniste. Ces emblèmes étaient inspirés de l'Antiquité : Alciat emprunte en particulier à l'Anthologie grecque. Mais l’originalité n’était pas son propos : le recueil présentait, en un volume, une somme de connaissances et de codes, dont la maîtrise définissait les membres de la « République des Lettres ». Ainsi, cette œuvre d'Alciato fut le premier support des alba amicorum, carnets où les étudiants voyageant en Europe recueillaient les inscriptions de leurs amis. Aux XVIe et XVIIe siècles, on ajoutait des feuilles supplémentaires à cette œuvre afin de la faire fonctionner comme telle pour des étudiants en voyage.
La première édition proposée avec l'autorisation de l'auteur des Emblemata parut en France en 1534, chez l'imprimeur Christian Wechel ; ce volume et les nombreuses rééditions qui le suivirent se répandirent rapidement en France et en Europe. Il existe des éditions non illustrées, mais le modèle qui s'impose, et qui fait école est celui d'une page tripartite :  chaque emblème consiste en un titre, une image, et un texte latin en vers. Les éditeurs successifs ont toujours maintenu cette formule, qui est devenue une caractéristique du genre. Depuis la parution des Emblemata, la nature précise des emblèmes ainsi que leur mode de lecture sont problématiques : l'emblème se définit-il comme texte, image ou une combinaison des deux ? Et selon quelle hiérarchie ?  Alciat lui-même les a définis comme « verba signifiant, res significantur » . Ainsi, le chercheur Hessel Miedema constate que, dans la combinaison du texte et de l'image, l'effet est un signifié autre que le référent direct.
Le recueil d’Alciat lança la mode des recueils d’emblèmes, qui allaient devenir l’un des genres les plus féconds de la Renaissance européenne.
Il est le premier auteur à avoir traduit en latin la pièce les Nuées de l'auteur grec Aristophane.

## Ouvrages
- D. Andreae Alciati iurecons. Clarissimi De verborum significatione libri quattuor, Lugduni, S. Gryphius, 1530
- Andreae Alciati Mediolanensis, jureconsulti clariss. Parergon juris libri tres. Cum singulorum capitum Argumentis, ac vocabulorum, rerum, autoritatum, & locorum indice locupletissimo, Lugduni apud Sebastianum Gryphium, 1538
- Juris libri tres, Lugduni, haered. S. Vincentii, 1538
- Rerum Patriae, seu Historiae Mediolanensis, Libri IV, son histoire de Milan, parue à titre posthume à Milan en 1625
- Emblematum clarissimi viri, D. Andreae Alciati, liber II, Bordeaux, Simon Millanges, 30 p. (lire en ligne).

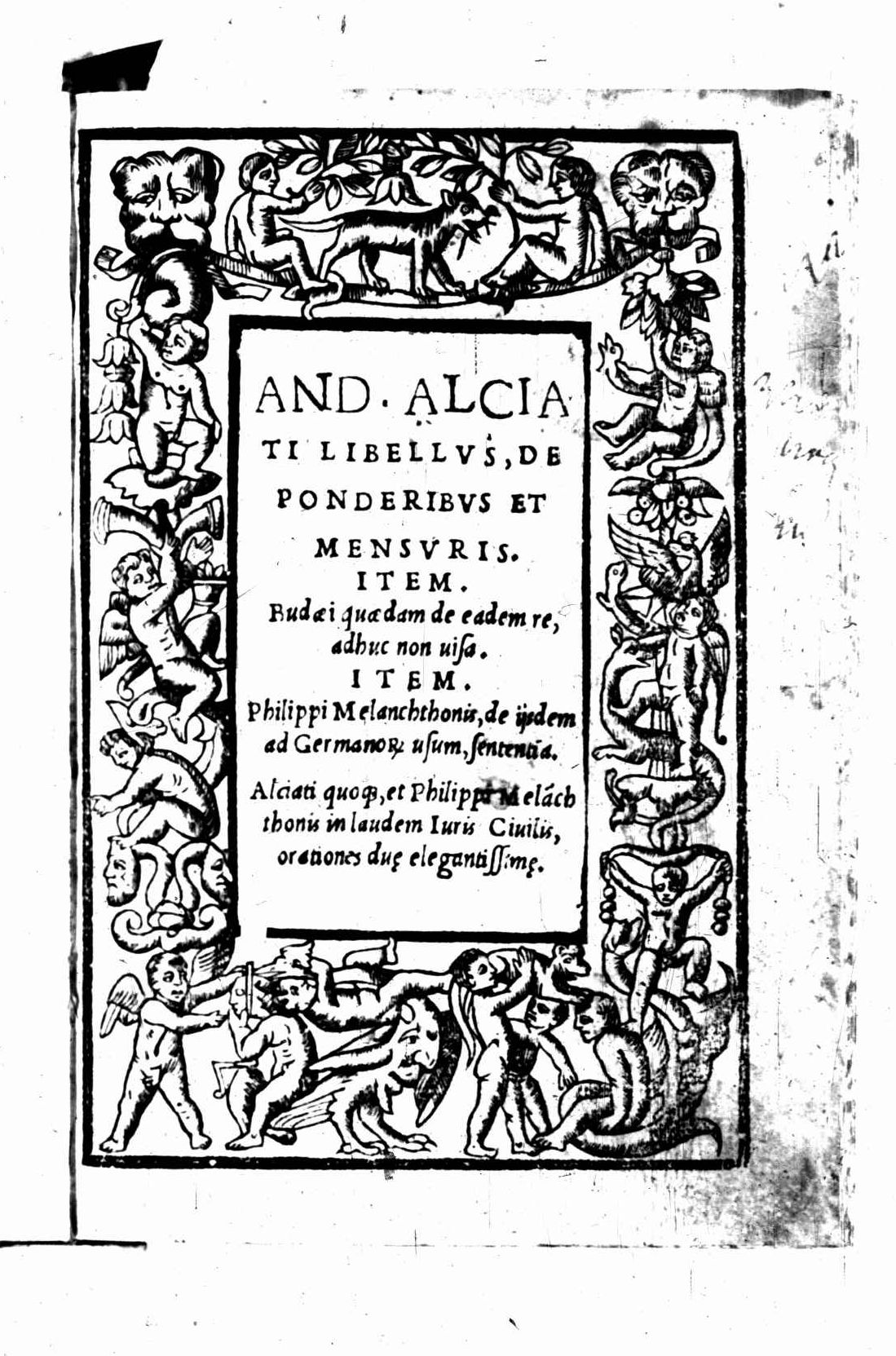
De ponderibus et mensuris, 1532
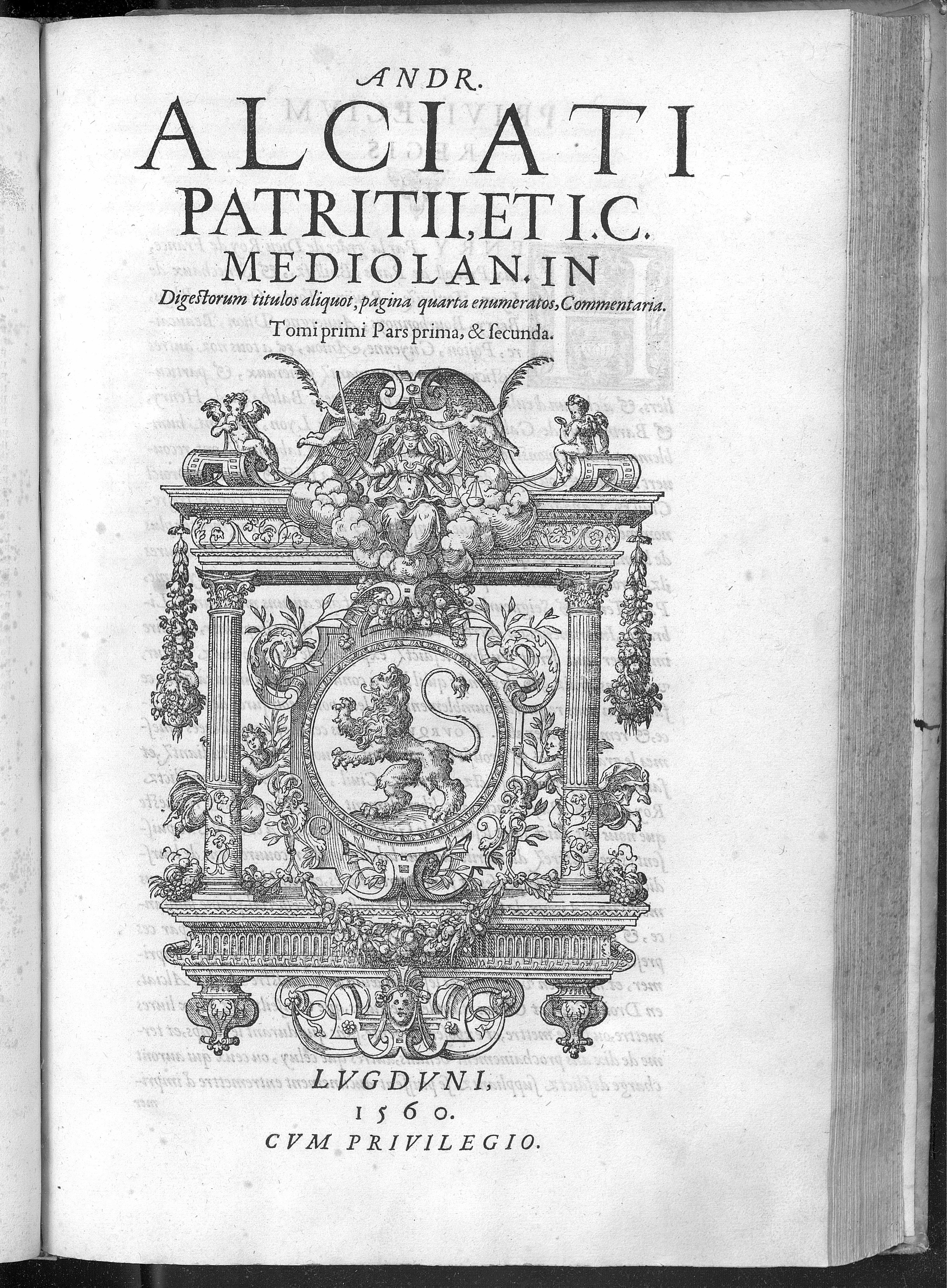
In Digestorum titulos aliquot commentaria, 1560